# Boikin jezik
Boikin jezik (ISO 639-3: bzf; boiken, nucum, yangoru, yengoru), jedan od dvanaest ndu jezika, sepička porodica, kojim govori oko 31 300 ljudi (2003 SIL) u provinciji East Sepik u Papui Novoj Gvineji, distrikt Yangoru.
Ime dolazi prema obalnom selu naroda Boiken ili Boikin u kojem se nazila misija. Ima nekoliko dijalekata zapadni boikin, centralni boikin, istočni boikin, munji, haripmor, kwusaun (kwasengen), kunai i otočni boikin. U upotrebi je i tok pisin kao drugi jezik.

## Vanjske poveznice
- Ethnologue (14th)
- Ethnologue (15th)